# Leucophyllum
Leucophyllum este un gen de plante din familia  Scrophulariaceae.

## Specii
Cuprinde  circa 14 specii.